# Notre-Dame-de-l’Assomption (Montréal)

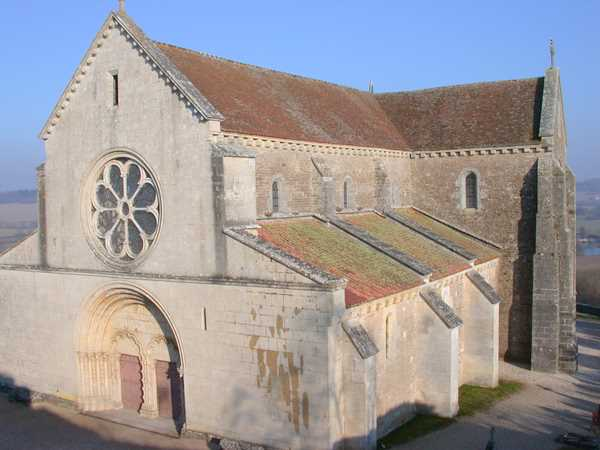
Stiftskirche Notre-Dame-de-l’Assomption

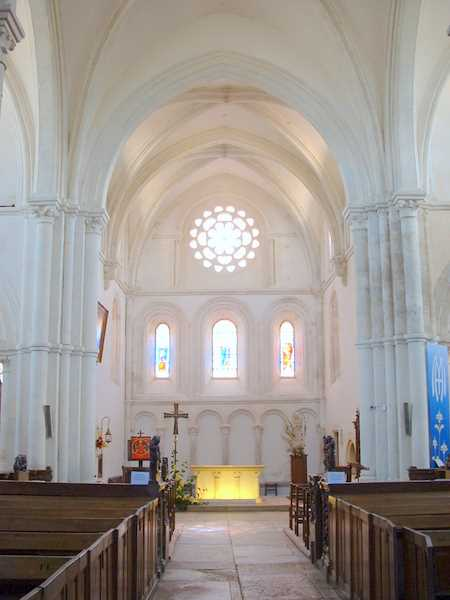
Inneres der Kirche

Die römisch-katholische Kirche Notre-Dame-de-l’Assomption (Mariä Himmelfahrt) ist eine ehemalige Stiftskirche in Montréal im französischen Département Yonne. Die romanische Kirche aus dem 12. Jahrhundert liegt auf der Spitze eines Hügels über dem Ort Montréal. Sie enthält ein bedeutendes Chorgestühl aus dem 16. Jahrhundert und ist seit 1846 als Monument historique klassifiziert.

## Geschichte
Nach der glücklichen Rückkehr aus dem Zweiten Kreuzzug, zu dem Bernhard von Clairvaux 1146 in Vézelay aufgerufen hatte, begann Anséric I., Herr von Montréal, mit dem Bau der Stiftskirche von Montréal. Der Bau der Kirche wurde um 1170 durch seinen Sohn Anséric II. beendet. Das zugehörige Kanonikerstift wurde während der Französischen Revolution aufgehoben.
Mitte des 19. Jahrhunderts war der berühmte Architekt Eugène Viollet-le-Duc von dem Bau so beeindruckt, dass er ihn ein „wahres Juwel der Architektur“ nannte und die Kirche in die Liste der Historischen Monumente aufgenommen wurde. Darüber hinaus gründete er eine Stiftung zum Zweck ihrer Restaurierung.

## Kirchenarchitektur
Das halbkreisförmige Portal, mit arabisch inspirierten Auszackungen, ist ein Beispiel für die florale Romanik Burgunds und erstreckt sich über etwa ein Drittel der Fassade.
Die beiden am Mittelpfeiler befestigten Türen besitzen noch ihre schmiedeeisernen Angeln des 11. Jahrhunderts. Die Skulpturen und Malereien des Tympanons wurden während der Französischen Revolution zerstört. Zurückgeblieben ist aus dieser Zeit nur die fast verwischte Inschrift: Die Französische Republik erkennt ein Höchstes Wesen an und die Unsterblichkeit der Seele.
Bemerkenswert dabei ist, das der von Robespierre eingeführte Kult des „Höchsten Wesens“ nur knapp ein Jahr herrschte. Danach wurden die Kirchen wieder für den katholischen Gottesdienst geöffnet.
Die Fensterrosette über dem Portal ist eine der ältesten noch existierenden in Frankreich. Beachtenswert ist die kunstvolle Steinlegung. Die Galerie über der Fassade steht auf dünnen Zwillingssäulen mit kühnen Balken (=Trägern). Die Seitenwände besitzen abgeschrägte Fenster mit vier unterschiedlichen Kreuzen, die leicht auf den vier Giebeln aufsitzen.
Zur Bauzeit der Kirche gab es – wie heute – keinen Glockenturm. Verschiedene Versuche, einen Turm zu errichten, scheiterten. Zuletzt wurde ein Turm im frühen 19. Jahrhundert erbaut, den Viollet-le-Duc niederlegen ließ, als er die Kirche restaurierte.
Da der Fußboden der Kirche drei Fuß unter dem heutigen Niveau des Erdbodens liegt, führt der Eingang über Stufen hinab. Die Kirche wurde in einer einzigen Bauphase während der Übergangszeit von der Romanik zur Gotik in der zweiten Hälfte des 12. Jahrhunderts errichtet und hat somit einen einheitlichen Baustil.
An den glatten Säulen erkennt man verschiedene Marken (Blätter, Sterne u. a.), die von den Steinmetzen stammen, die an der Kirche bauten. Die Kapitelle sind alle unterschiedlich gestaltet: sie zeigen, bis auf eines an der linken Seite, Blumen und Blätter. Dieses zeigt einen hockenden Mann: Das in der Zeit der Kreuzzüge und der Rückeroberung Spaniens verbreitete Motiv eines Arabers oder Mauren in erniedrigender Position.
Die quadratische Apsis der Kirche schließt mit einer steinernen Bank, die die Basis für sechs Blendarkaden bildet. Eine dieser Arkaden enthält das Lavabo, das Becken zur Händewaschung der Priester während der Messe. Teile das Riegelwerkes der Tür zur Sakristei gehen auf das 12. Jahrhundert zurück.

## Die Skulpturen des Chorgestühls
| Das Paradies Adam und Eva im Paradies: Sie werden von einer Schlange mit Frauenkopf verführt und essen die verbotene Frucht. Adam scheint bereits seinen Fehler zu erkennen und greift mit der Hand an die Kehle, als könne er den Bissen nicht schlucken.                                                       | Allegorie der Tugend und des Lasters Die Tugend in Gestalt eines Klerikers, der ein Buch, möglicherweise die Bibel, in der Hand hält. Er besiegt einen abstoßend hässlichen Dämon. Die ist eine Allegorie zum Sieg der katholischen Theologie über Häretiker. |
| Mariä Heimsuchung Die Heimsuchung nach (Lk 1,39–45 ). Maria legt die Hand auf den Schoß der schwangeren Elisabeth und fühlt, wie sich das Kind in ihrem Schoß bewegt. Die Landschaft mit Mühle und Burg ist typisch für das 16. Jahrhundert in Burgund.                                                          | Hirten Verkündigung an die Hirten von Bethlehem. |
| Die Taufe Jesus Wie im Evangelium berichtet, zeigt sich Johannes der Täufer erstaunt beim Auftreten des Gotteslammes. | Allegorie der Stärke David (oder Samson) bekämpft einen Löwen (1 Sam 18,34-36 ). Dies ist eine traditionelle Darstellung des Sieges des Guten über das Böse.                                                                                                  |
| Die Schreinerwerkstatt von Josef Josef in seiner Schreinerwerkstatt in Nazareth und Maria, lieblich und friedvoll an einer Näharbeit. Ein Engel bringt dem Jesuskind das Laufen bei, wobei er es in einem Gestell schiebt. Diese Szene ist typisch für einen Handwerkerhaushalt im Burgund des 16. Jahrhunderts. | Die Samariter Jesus und die Samariterin am Jakobsbrunnen nach Johannes |

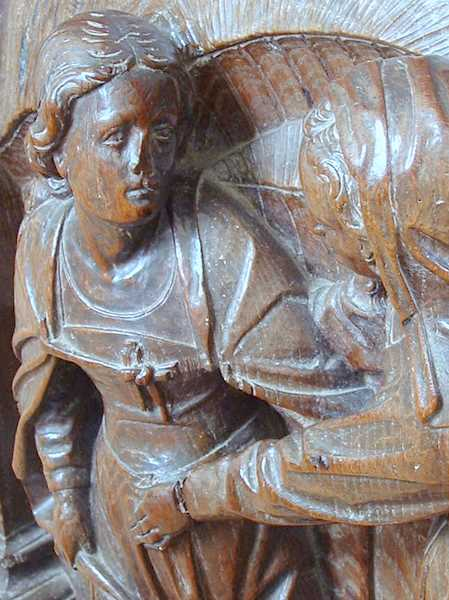
Detail der Heimsuchung
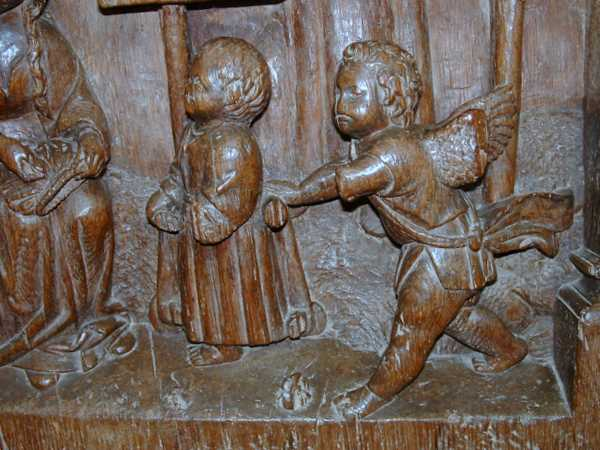
Detail: Jesus in der Schreinerwerkstatt
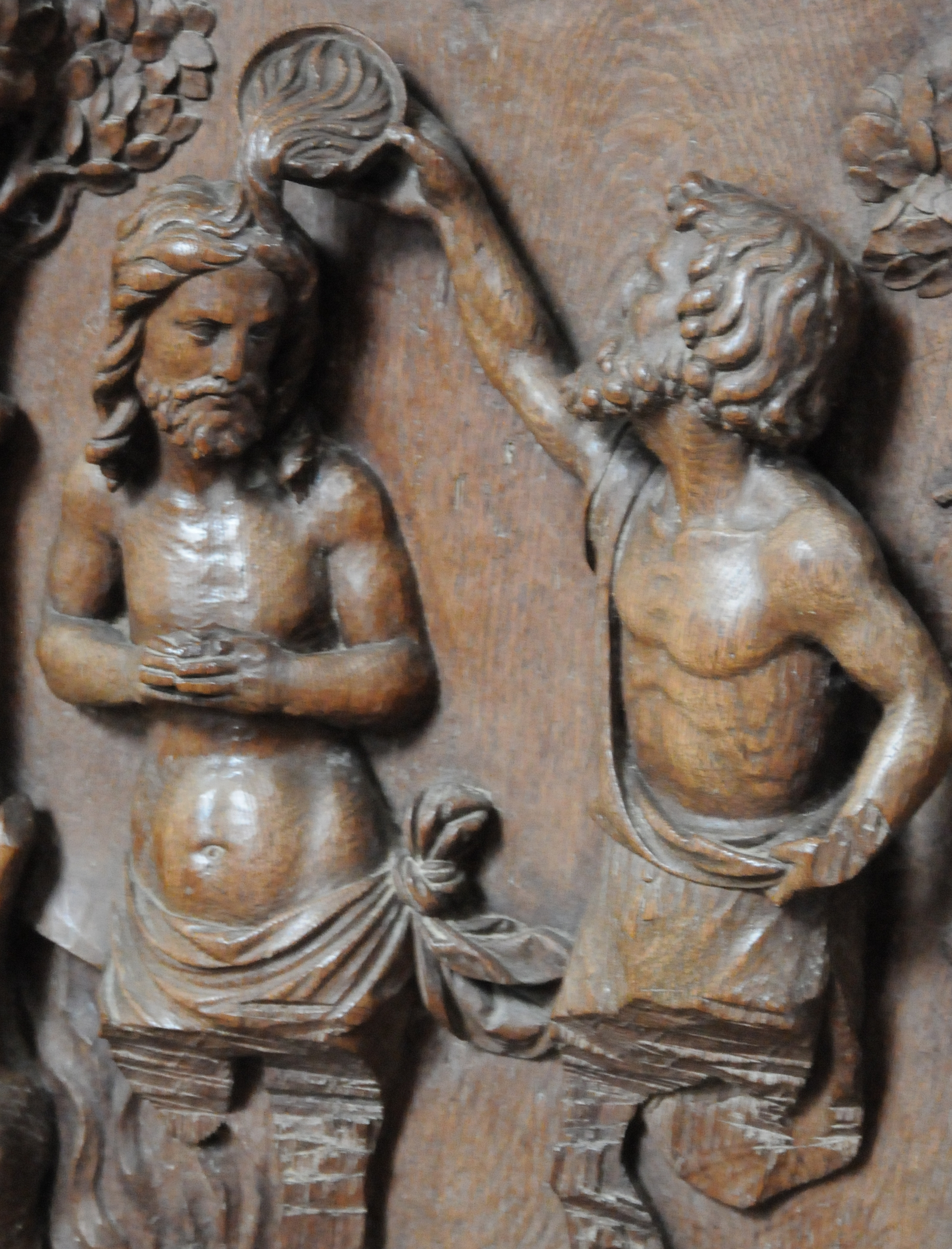
Taufe Christi – Detail
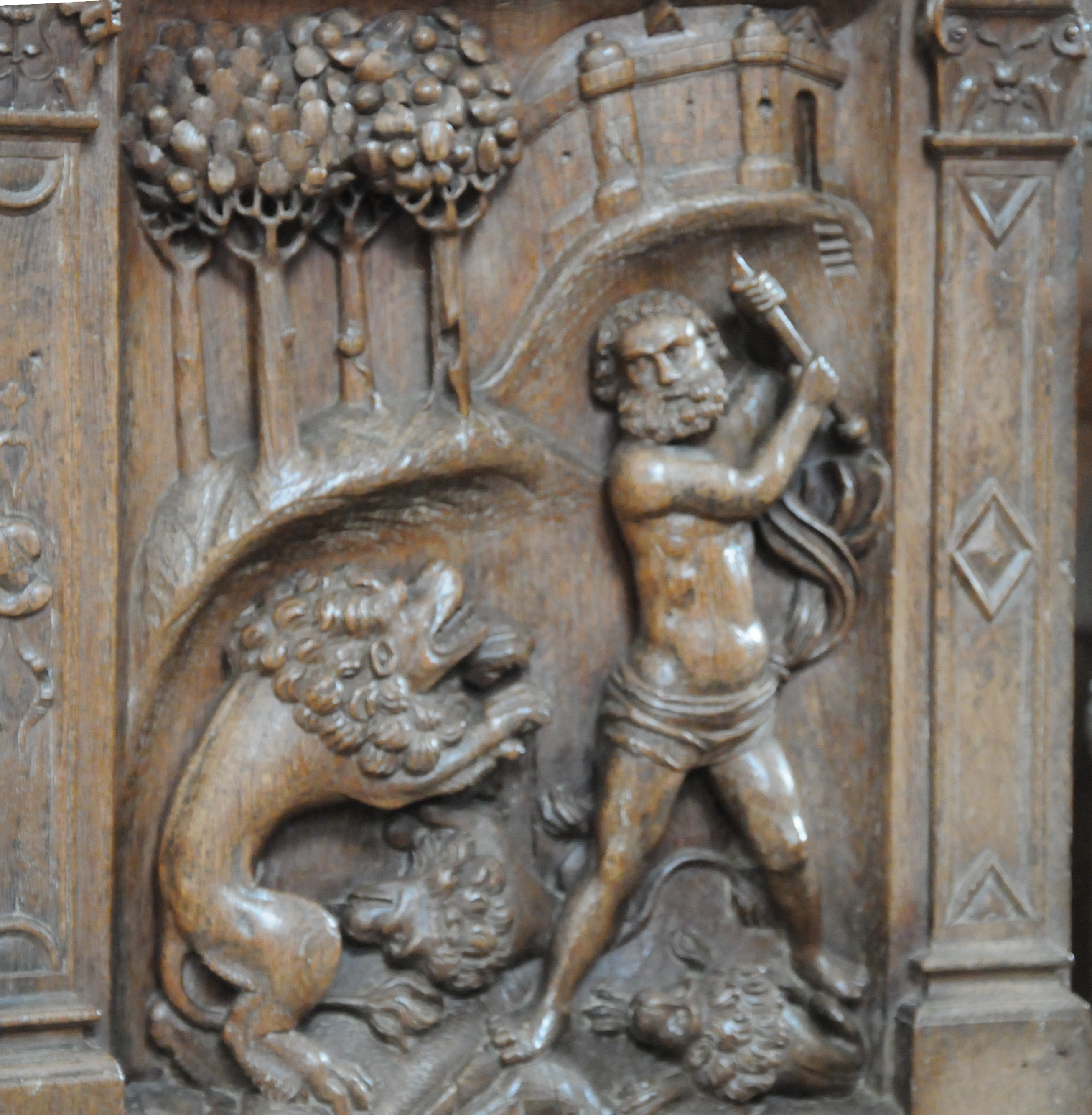
David (Samson) und der Löwe – Detail

## Die Figuren auf dem Gestühl
| Zwei Löwen Zwei Löwen kämpfen um einen Knochen. Vielleicht soll hier der Streit zwischen Arm und Reich wiedergegeben werden. Er steht im Kontrast zu den beiden friedlichen Trinkern, die gleichsam gegenüberstehen. | Die Anbetung der Heiligen Drei Könige Die Heiligen Drei Könige kommen, um dem Christkind zu huldigen. Sie symbolisieren die drei damals bekannten Rassen. Jesus, in den Armen seiner Mutter, versucht die Geschenke zu ergreifen. Die Kleidung entspricht der Tracht des 16. Jahrhunderts. |
| Die Darstellung im Tempel Maria und Josef bei der Präsentation Jesu im Tempel. Der alte Simeon, gekleidet wie ein Bischof, erkennt Jesus als den Messias. Die Prophetin Hanna, kommt hinzu (Lk 2,22–38 ).            | Zwei Personen am Lesepult Zwei Männer an einem einzigen Lesepult. Hierbei handelt es sich vielleicht um die Darstellung der beiden Testamente. |
| Zwei trinkende Männer Zwei Trinkende, vielleicht die Holzschnitzer selbst. Sie sind ein Symbol der burgundischen Lebensfreude.                                                                                       | |